# Équipe de Lettonie masculine de basket-ball à trois
Cet article traite de l'équipe masculine de basket-ball à trois. Pour l'équipe féminine de basket-ball à trois, voir Équipe de Lettonie féminine de basket-ball à trois.
Maillots
L'équipe de Lettonie masculine de basket-ball à trois (en letton : Latvijas 3x3 basketbola izlase) est l'équipe de Basket-ball à trois représentant la Lettonie dans les compétitions internationales masculine, elle est organisée et gérée par la Fédération de Lettonie de basket-ball (Latvijas Basketbola savienība ou LBS).
L'équipe a remporté le tout premier tournoi olympique masculin aux Jeux olympiques d'été de 2020 à Tokyo, en battant l'équipe du Comité olympique russe en finale pour la médaille d'or. Elle a également remporté l'or à la coupe d'Europe de 2017 à Amsterdam, l'argent à la Coupe du monde de 2019 et à la Coupe d'Europe de 2018, ainsi que le bronze au Tournoi de qualification olympique de 2021.

## Histoire
Le premier match de streetball en Lettonie a eu lieu le 29 mai 1993, lors du lancement du tournoi Adidas Streetball à Riga, la capitale. Le premier championnat de Lettonie a été organisé par la LBA en 2012, et la même année, la première équipe nationale a été créée.

## Résultats

### Palmarès
| Compétitions mondiales                                                                         | Compétitions continentales |
| ---------------------------------------------------------------------------------------------- | --- |
| - Jeux olympiques - Vainqueur en 2020 - Coupe du monde - Finaliste en 2019 - Troisième en 2023 | - Coupe d'Europe - Vainqueur en 2017 - Finaliste en 2018 - Troisième en 2023 - Jeux européens - Vainqueur en 2023 - Finaliste en 2019 |

### Parcours en compétitions internationales

#### Jeux olympiques
| Année | Position  |      | Année | Position |
| 2020  | Vainqueur | 2028 | -     |          |
| 2024  | 4e        | 2032 | -     |          |

#### Coupe du monde
| Année | Position      |      | Année     | Position     |   | Année | Position |
| 2012  | 18e           | 2019 | Finaliste | 2027         | - |       |          |
| 2014  | Non qualifiée | 2022 | 6e        | Pays inconnu | - |       |          |
| 2016  | Non qualifiée | 2023 | Troisième | Pays inconnu | - |       |          |
| 2017  | Non qualifiée | 2025 | 7e        | Pays inconnu | - |       |          |
| 2018  | 6e            | 2026 | -         | Pays inconnu | - |       |          |

#### Coupe d'Europe
| Année | Position      |      | Année         | Position     |   | Année | Position |
| 2014  | Non qualifiée | 2021 | Non qualifiée | 2026         | - |       |          |
| 2016  | Non qualifiée | 2022 | Non qualifiée | Pays inconnu | - |       |          |
| 2017  | Vainqueur     | 2023 | Troisième     | Pays inconnu | - |       |          |
| 2018  | Finaliste     | 2024 | 9e            | Pays inconnu | - |       |          |
| 2019  | 10e           | 2025 | -             | Pays inconnu | - |       |          |